# Bohème (musikalbum)
Bohème är ett musikalbum av Fredrik Kempe från 2004.

## Låtlista
1. My Love
2. Jerusalem
3. Finally
4. Disco Volante
5. With You All The Time
6. Un Bel Di
7. Dangerously Yours
8. Open Air
9. Miss America
10. Counting On You
11. Greatest Feeling
12. I'll Never Forget To Remember
13. With You All The Time nitesite Version
14. Vincero